# Azionalità
L'azionalità, detta anche qualità dell'azione o semplicemente azione, è una categoria di classificazione semantica del verbo.
L'azione permette di distinguere tra diverse categorie di verbi, a seconda del tipo di evento che essi denotano. È quindi un concetto strettamente legato al significato lessicale del verbo e non dipende dal punto di vista selezionato dal parlante, come invece l'aspetto, con cui spesso l'azionalità viene confusa e con cui intrattiene comunque importanti relazioni (ad esempio, verbi con specifici tratti azionali tendono a comparire in specifici costrutti aspettuali). L'azionalità è dunque una nozione semantica: essa indica il modo in cui un verbo coinvolge la nozione di tempo; in altre parole, il modo in cui si svolge l'evento denotato dal verbo. In tal senso, il linguista francese Gustave Guillaume (1883-1960) ha definito l'azionalità come "temps impliqué par le verbe" ('tempo implicato dal verbo'). Va comunque precisato che uno stesso verbo può essere usato con azionalità differenti, in base a differenti accezioni.
Per evitare la confusione, generata dalla corrispondenza terminologica inglese, fra aspetto (grammatical aspect) e azione (lexical aspect), i linguisti utilizzano spesso il termine tedesco Aktionsart (ideato dallo slavista e runologo svedese Sigurd Agrell nel 1908, con il significato di 'tipo di azione') o quello inglese lexical aspect (in italiano, aspetto lessicale). In latino, l'azionalità è indicata come actio verbi.
Tracce di considerazioni legate alle caratteristiche azionali dei verbi sono già in Aristotele. La classificazione più nota è quella del linguista ungherese Zeno Vendler (1957 e 1967), basata soprattutto sull'analisi della lingua inglese: essa ha ricevuto obiezioni e modifiche da parte di diversi autori. Va innanzitutto menzionato il lavoro del filosofo inglese Anthony Kenny in Action, emotion, and will (1963). Come Vendler, anche Kenny si ispira ad Aristotele, ma individua tre classi azionali invece che quattro, come fa Vendler. Rilevante è anche il lavoro di David R. Dowty (Word meaning and Montague grammar, 1979).
La classificazione di Vendler prevede quattro classi azionali:
- states (verbi o predicati di stato)
- activities (verbi o predicati di attività)
- accomplishments (verbi o predicati di compimento)
- achievements (verbi o predicati di culminazione)

Sono stati individuati tre tratti azionali (duratività, dinamicità, telicità). Con riferimento ai tratti, si parla di verbi durativi contrapposti ai verbi momentanei, di verbi dinamici contrapposti a quelli non dinamici, di verbi telici contrapposti ai verbi atelici. La presenza o assenza dei diversi tratti azionali determina l'appartenenza di un verbo ad una delle quattro classi azionali. Ad esempio, se un verbo ha i tratti +[staticità], -[dinamicità] e -[telicità], è un verbo stativo.

## Classi azionali di Vendler
Uno dei primi autori ad aver cercato sistematicamente di identificare diversi tipi di Aktionsart è stato Zeno Vendler. In Verbs and Times (1957), Vendler parte dalla constatazione che in lingua inglese i verbi possono o meno essere dotati di continuous tenses (tempi continui o progressivi, come il presente progressivo). Per esempio, alla domanda What are you doing? si può rispondere con I am running, I am writing, I am working ecc., mentre risultano agrammaticali risposte come:
I am knowing.
I am loving.
I am recognizing.
D'altro canto, prosegue Vendler, ad una domanda come Do you know? è possibile rispondere con Yes, I do, mentre risulta agrammaticale lo scambio Do you run? - Yes, I do. Vendler ne arguisce che forme verbali come running, writing e simili rinviano a processi che si svolgono nel tempo e che consistono di fasi successive. La stessa cosa non vale per verbi come to know.
(Zeno Vendler, Verbs and Times, in  Linguistics in Philosophy., p. 100)

### Verbi che ammettono progressività: verbi di attività e verbi di compimento
Successivamente, Vendler si concentra sui verbi che in inglese ammettono l'uso del presente progressivo ed evidenzia che anche tra questi esistono diverse tipologie. Se diciamo di qualcuno che sta correndo o che sta spingendo un carrello, se anche costui smettesse di correre o di spingere il carrello, si potrebbe comunque dire che ha corso o che ha spinto un carrello. Se invece supponiamo che qualcuno sta disegnando un cerchio o sta percorrendo un miglio e costui si ferma, potrebbe non essere vero che egli ha disegnato un cerchio o ha percorso un miglio. Costui potrebbe o meno aver completato il disegno o percorso l'intero miglio. Attività come "percorrere un miglio" o "disegnare un cerchio" sono azioni che vanno completate, mentre l'attività "spingere un carrello" non prevede alcun culmine o compiutezza (che Vendler indica come climax). Ne risulta che ha senso chiedere Per quanto tempo ha spinto il carrello?, mentre invece una domanda come Quanto ci ha messo a spingere il carrello? risulta incongrua. Inversamente, la domanda Quanto ci ha messo a disegnare il cerchio? risulta appropriata, mentre risulta incongrua la domanda Per quanto tempo ha percorso un miglio?
Se, continua Vendler, qualcuno ha corso per 30 minuti, sarà vero che costui ha corso per ciascun istante di quei 30 minuti. Se invece supponiamo che un corridore ha percorso correndo un miglio in 5 minuti, non sarà possibile dire che egli ha percorso un miglio in ciascun istante di quei 5 minuti. Resta invece vero che costui in ciascun istante stava correndo e che era impegnato a percorrere un miglio. Allo stesso modo, se ho scritto una lettera in un'ora, non posso dire di averla scritta nel primo quarto di quell'ora. In conclusione, il tipo di azione evocata da verbi come correre si svolge nel tempo in forme omogenee: "ogni parte del processo ha la stessa natura del processo nel suo insieme". La stessa cosa non è vera per verbi come percorrere un miglio o scrivere una lettera: anche queste azioni si svolgono nel tempo, ma non sono ciò che sono se il climax non viene raggiunto.
Vendler raccoglie i verbi come correre o spingere il carrello nella categoria activity terms, mentre i verbi come percorrere un miglio o disegnare un cerchio nella categoria accomplishment terms. Nella linguistica italiana, si parla di "verbi di attività" e di "verbi di compimento" (o "risultativi").

### Verbi che non ammettono progressività: verbi di culminazione e verbi di stato
Vendler passa ad esaminare i verbi della lingua inglese che non ammettono l'uso del presente progressivo o di altri continuous tenses. Anche tra questi è possibile individuare due tipi fondamentali. Alcuni di questi verbi possono essere predicati per singoli momenti (raggiungere la cima del monte, vincere la corsa o riconoscere qualcuno), altri per periodi più o meno lunghi di tempo (conoscere, credere, amare, dominare). Vendler prova questo punto attraverso le forme pertinenti delle domande legate a questi verbi. Risultano, in questo senso, grammaticali domande come A che ora hai raggiunto la cima? o In quale momento hai riconosciuto il sospettato?, mentre sono inaccettabili domande come:
Fino a quando hai raggiunto la cima?
Per quanto tempo hai riconosciuto il sospettato?
Inversamente, sono accettabili domande come Per quanto tempo l'hai amata? o Fino a quando hai creduto alle fate?, mentre sono inaccettabili domande come:
A che ora l'hai amata?
In quale momento hai creduto alle fate?
Vendler raccoglie i verbi come raggiungere la cima o riconoscere il sospettato nella categoria achievement terms, mentre i verbi come amare o conoscere nella categoria state terms. Nella linguistica italiana, si parla di "verbi di culminazione" e di "verbi di stato" (o "stativi").

### Sintesi delle classi azionali
Vendler distingue dunque quattro tipi principali di verbi, descritti da tratti azionali e individuati da specifici test sintattici.
- "verbi di stato" (state) o "stativi": sono verbi che non denotano eventi, ma che descrivono uno stato di fatto (essere, avere, sapere, amare, credere, giacere, rimanere, sedere ecc.)
- "verbi di attività" (activity) o "di processo indefinito" o "continuativi": sono verbi che denotano processi che si svolgono in periodi di tempo non delimitati (camminare, nuotare, ridere, dormire, suonare la chitarra, cantare, leggere ecc.)
- "verbi di compimento" (accomplishment) o "di processo definito" o "risultativi": sono verbi che denotano cambiamenti di stato che si svolgono nel tempo (invecchiare, costruire una casa, imparare, disegnare un cerchio, percorrere un miglio, svuotare una vasca, correre alla fermata, evaporare ecc.)
- "verbi di culminazione" (achievement) o "puntuali"[19]: sono verbi che denotano cambiamenti di stato improvvisi (raggiungere la cima della montagna, atterrare, riconoscere, trovare, scoprire, affondare, partire, arrivare, morire ecc.)

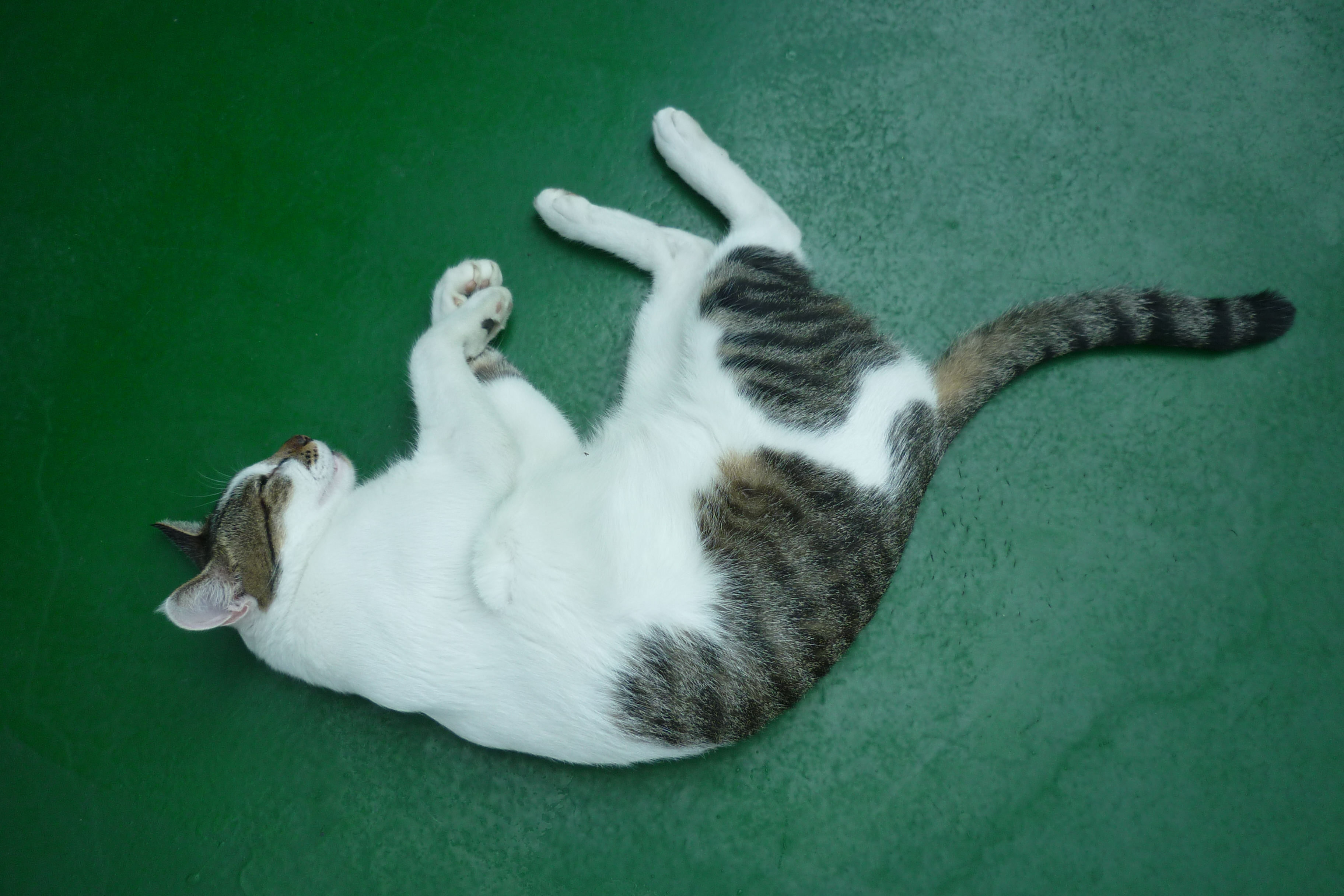
Il verbo giacere è un esempio di stativo: descrive uno stato di fatto (che non si modifica)
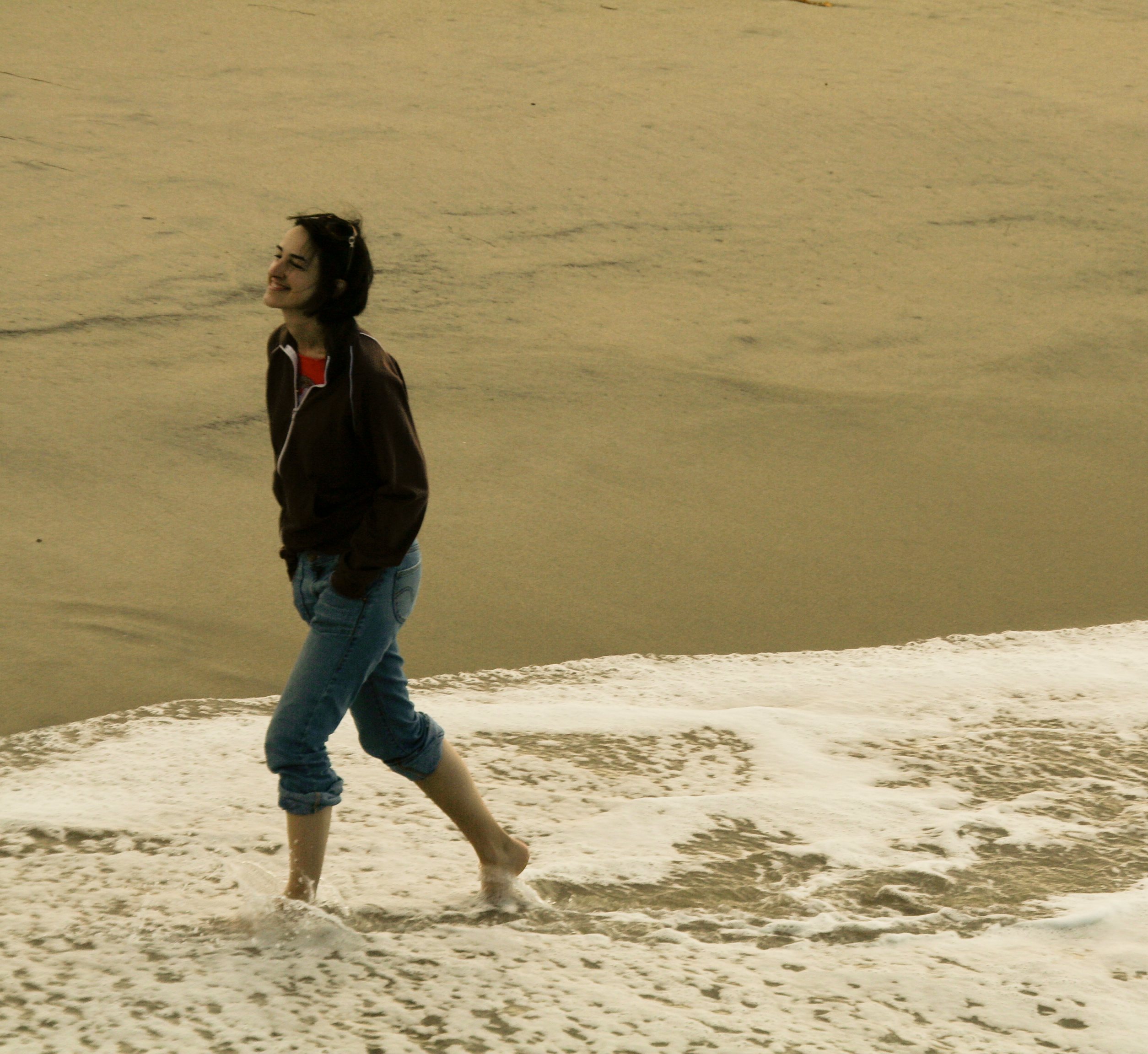
Il verbo camminare è un verbo di processo indefinito: rinvia ad una situazione in cui sono rappresentati stadi diversi di un unico evento (un'attività) che non implica una meta
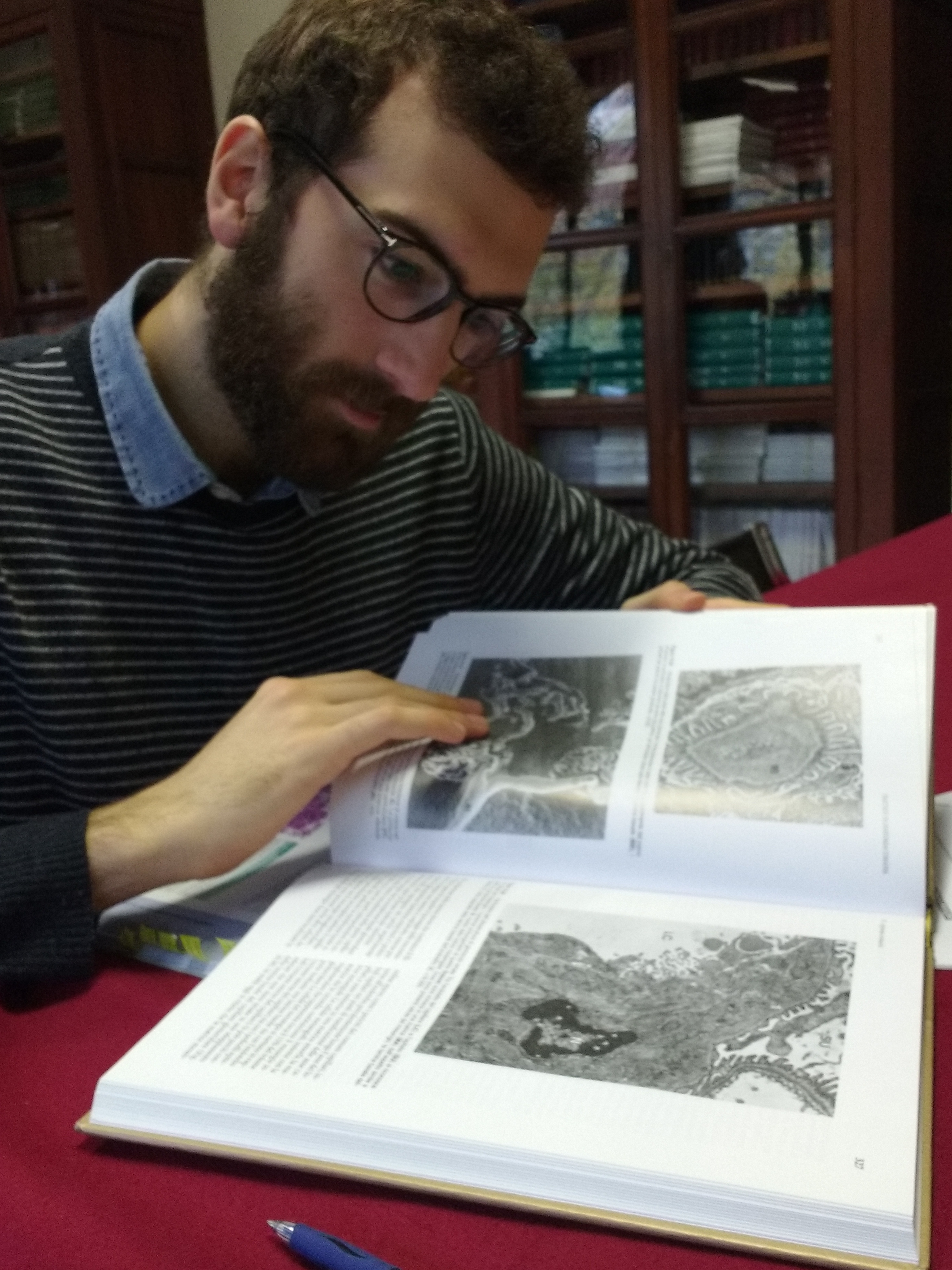
Il verbo imparare è un verbo di processo definito: rinvia ad un cambiamento di stato che può avvenire solo nel tempo
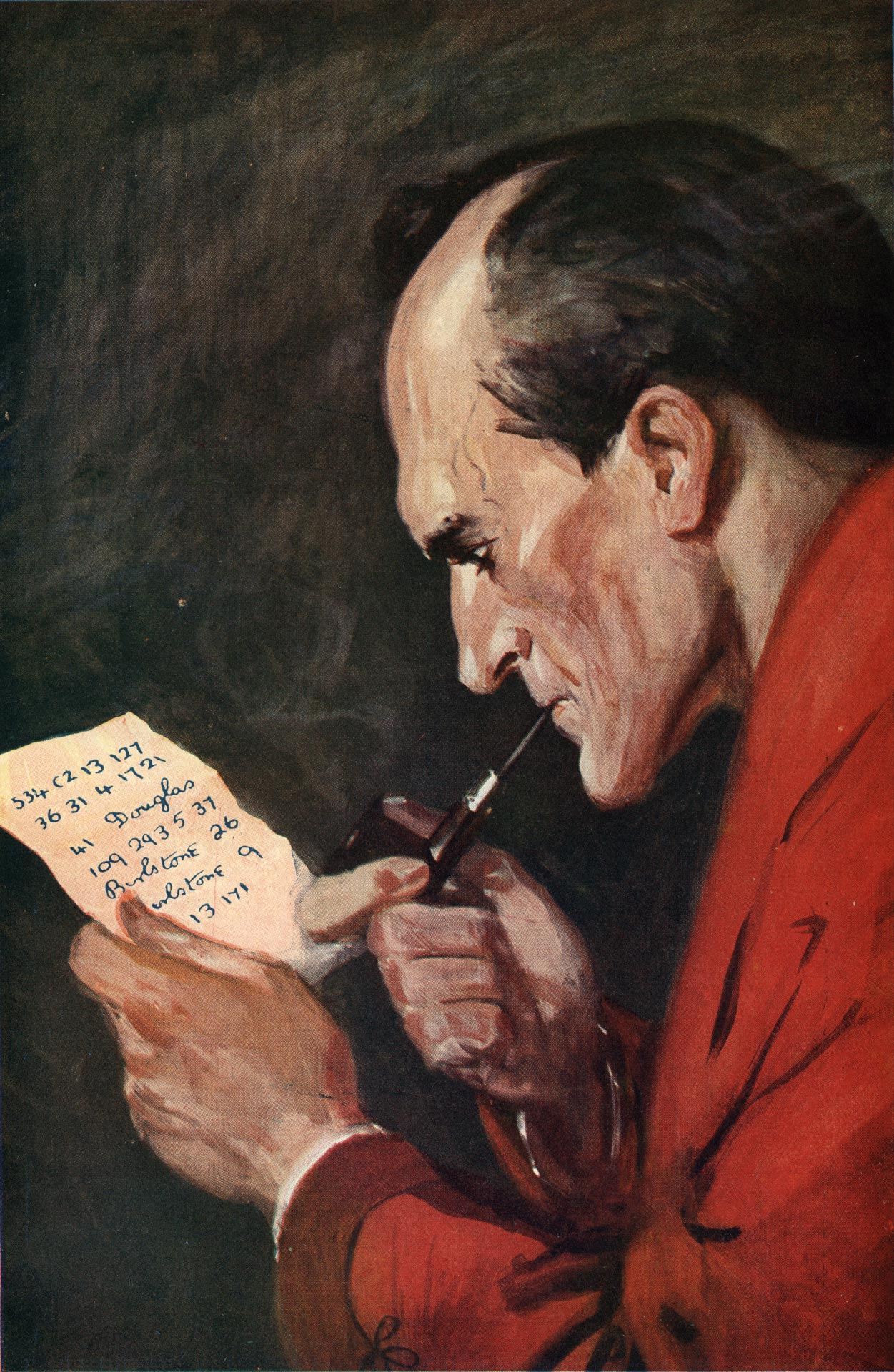
Il verbo scoprire (=venire a sapere) è un verbo culminativo: indica un cambiamento di stato improvviso

Uno stesso verbo può essere usato con azionalità differenti, in base a differenti accezioni. Ad esempio, il verbo sapere può essere stativo e quindi atelico (Sapevo la risposta o So la risposta) o culminativo e quindi telico (Ho saputo la risposta = Sono venuto a sapere la risposta). Anche la struttura argomentale e quindi la presenza di elementi circostanziali possono influire sulla azionalità del verbo. Ad esempio, in Ho mangiato al ristorante, mangiare è un verbo di attività, mentre in Ho mangiato la torta è un verbo di compimento.

## Tratti azionali
Le classi azionali di Vendler sono descritte per il tramite di tratti azionali, che caratterizzano ciascuna classe per la loro assenza o presenza. Tali tratti azionali sono duratività, dinamicità e telicità. La presenza del tratto "duratività", ad esempio, è normalmente indicata scrivendo [+durativo].
La maggior parte delle classificazioni azionali si basano sulle opposizioni tra verbi durativi e verbi non durativi (o puntuali), tra verbi dinamici e verbi non dinamici (o stativi), e tra verbi telici e verbi atelici.
|                       | [duratività] | [dinamicità] | [telicità] |
| --------------------- | ------------ | ------------ | ---------- |
| Verbi di stato        | +            | -            | -          |
| Verbi di attività     | +            | +            | -          |
| Verbi di compimento   | +            | +            | +          |
| Verbi di culminazione | -            | +            | +          |

### Verbi durativi e verbi puntuali
La presenza o assenza del tratto [durativo] rinvia rispettivamente ad una situazione che si protrae nel tempo (giacere, camminare, imparare) o  che invece culmina in un istante (trovare). L'assenza del tratto distingue i verbi culminativi.

### Verbi dinamici e verbi stativi
La presenza o assenza del tratto [dinamico] rinvia rispettivamente ad una situazione che preveda cambiamenti di stato (camminare, correre) o meno (stare). In altre parole, un verbo è dinamico se denota un'azione o un evento che si svolge nel tempo. L'assenza del tratto distingue i verbi stativi. La presenza del tratto distingue verbi che denotano processi che si svolgono in periodi di tempo indefiniti (verbi di attività come camminare o ridere), definiti (verbi di compimento come invecchiare o disegnare un cerchio) o cambiamenti di stato improvvisi (verbi culminativi come morire o raggiungere la cima della montagna).

### Verbi telici e verbi atelici
I verbi telici denotano una situazione delimitata da un telos ('compimento'), ossia un evento o processo che ha un punto culminante, una fine. Sono telici i verbi risultativi e culminativi.
I verbi atelici sono verbi che denotano una situazione che non è delimitata da alcun telos: di questa categoria fanno parte le attività e gli stati.

### Altri tratti azionali
Oltre ai tre principali, altri tratti azionali sono l'iteratività, l'ingressività e l'egressività, l'incrementalità.
L'iteratività è caratteristica di verbi di norma puntuali, che sono però usati per esprimere ripetizione. È il caso dei verbi semelfattivi (come tossire o starnutire, compatibili in costrutti come starnutì per cinque minuti).
Ingressività ed egressività indicano rispettivamente l'ingresso o l'uscita dalla situazione descritta (incamminarsi è caratterizzato dall'ingressività rispetto al significato veicolato dal verbo di azione camminare).
L'incrementalità è caratteristica di verbi come crescere o migliorare, che denotano processi costituiti da una successione di stadi. I verbi incrementali hanno caratteristiche sia dei verbi di attività (processo indefinito) sia dei verbi di compimento (processo definito).

## Test sintattici
Per individuare la classe azionale di appartenenza di ciascun verbo ci si affida a specifici test sintattici.

### Verbi di stato
I verbi o predicati di stato (o "stativi") risultano inconsulti con il progressivo. Risultano infatti agrammaticali frasi come:
Sto essendo a casa.
Stavo sapendo la risposta.
Stavo somigliando a mio padre.
Sta essendo vecchio.
Sta stando in piedi.
Gli stativi accettano la presenza di avverbi di durata del tipo per x tempo, come per un'ora, per giorni ecc. Sono infatti grammaticali frasi come Fui a Parigi per giorni o Assomigliai a mio padre per anni.
Avverbi del tipo in x tempo, come in un'ora, in alcuni giorni, che indicano il tempo necessario perché un evento abbia luogo, attribuiscono un valore incoativo ai verbi stativi (Fui a Parigi in un'ora).
I predicati stativi non sono compatibili con costruzioni pseudo-scisse come:
Ciò che ho fatto è stato sapere la risposta.
Gli stativi non accettano riprese anaforiche:
Ho saputo la risposta e anche Marco l'ha fatto.
Sono stato a casa e anche Marco l'ha fatto.
Ho assomigliato a mio padre e anche Marco l'ha fatto.
Gli stativi sono incompatibili con perifrasi fasali come cominciare a, smettere di, finire di.
Ho iniziato a sapere la risposta.
Ho smesso di sapere la risposta.
Comincio a provenire da Roma.
Infine, gli stativi sono incompatibili con l'imperativo:
Possiedi una Ferrari!
Sappi la risposta!
Somigliami!

### Verbi di attività
I verbi di attività, al contrario dei verbi stativi, ammettono il progressivo (Stavo passeggiando, Stavo spingendo il carrello ecc.).
Essi accettano la presenza di avverbi di durata. Sono infatti accettabili frasi come Ho passeggiato per un'ora o Ho spinto il carrello per ore.
Non accettano, invece, la presenza di avverbi come in un'ora o in alcuni giorni. Sono infatti inaccettabili frasi come:
Ho passeggiato in un'ora.
Ho spinto il carrello in un'ora.
Ho nuotato in un'ora.
I predicati di attività sono compatibili con le costruzioni pseudo-scisse (Ciò che ho fatto è stato passeggiare).
Essi sono compatibili anche con le riprese anaforiche (Io ho passeggiato e anche Marco l'ha fatto).
Risultano poi intuitivamente validi enunciati del genere Se sto passeggiando, allora sarà vero che ho passeggiato.
I predicati di attività sono infine compatibili con i verbi cominciare a, smettere di, finire di (Cominciai a passeggiare; Smisi di spingere il carrello).

### Verbi di compimento
I verbi di compimento (o "risultativi") accettano la forma progressiva (Sto costruendo una casa, Sto disegnando un cerchio, Sto scrivendo una lettera ecc.).
Il carattere incrementale delle strutture perifrastiche andare + gerundio o venire + gerundio le rende particolarmente adatte ai risultativi.
I risultativi sono incompatibili con avverbi di durata. Risultano inaccettabili frasi come:
Ho costruito la casa per tre anni.
Ho disegnato un cerchio per un'ora.
Ho scritto una lettera per cinque minuti.
Accettano, invece, la presenza di avverbi come in un'ora o in alcuni giorni (Ho disegnato un cerchio in pochi secondi; Ho scritto una lettera in pochi minuti ecc.).
I predicati di compimento sono compatibili con le costruzioni pseudo-scisse (Ciò che ho fatto è stato disegnare un cerchio).
Essi sono compatibili anche con le riprese anaforiche (Io ho scritto una lettera e anche Marco l'ha fatto).
Non risulta invece valida l'inferenza Se sto scrivendo una lettera, allora sarà vero che l'ho scritta.
I predicati di compimento sono infine compatibili con i verbi cominciare a, smettere di, finire di (Cominciai a scrivere una lettera; Smisi di disegnare un cerchio).

### Verbi di culminazione
Con i verbi e i predicati di culminazione (o "culminativi") la forma progressiva dà frasi anomale:
Sto riconoscendo il colpevole.
Sto trovando il portafogli.
In genere, la struttura perifrastica stare + gerundio attribuisce ai verbi culminativi valore imminenziale:
Sto partendo.
con il significato di Sto per partire.
I culminativi danno risultati anomali in combinazione con gli avverbi di durata:
Riconobbi il colpevole per un minuto.
Trovai il portafogli per due minuti.
Sono invece compatibili con avverbi come in un'ora o in alcuni giorni (Trovai il portafogli in cinque minuti). In questo senso, i culminativi potrebbero essere confusi con i risultativi, che pure sono compatibili con tali avverbi. C'è però un'importante differenza tra le due classi. L'avverbio in un'ora, usato con i risultativi, specifica infatti la durata dell'evento (Scrissi la lettera in un'ora). Lo stesso avverbio, con i culminativi, indica invece che l'evento descritto dal predicato (che resta puntuale) avviene alla fine di un intervallo di tempo (Ho scoperto il colpevole in pochi minuti).
Con le costruzioni pseudo-scisse, alcuni verbi culminativi danno risultati grammaticali, mentre altri ne danno di anomali.
Quello che ho fatto è stato notare Marco.
Quello che ho fatto è stato trovare Marco.
Quello che ho fatto è stato smettere di correre.
I verbi culminativi producono frasi anomale se appaiono riprese anaforiche:
Ho notato Marco e anche Gianna l'ha fatto.
Ho trovato Marco e anche Gianna l'ha fatto.
Ho smesso di correre e anche Gianna l'ha fatto.
Secondo Vendler, bisogna distinguere predicati come trovare o smettere di correre, che descrivono azioni, da predicati come notare o riconoscere, che non descrivono azioni.
I predicati di culminazione danno risultati anomali con i verbi cominciare a, smettere di, finire di:
Smisi di notare Marco.
Smisi di trovare il portafogli.

## Azionalità e marche derivazionali
In molte lingue, tra cui l'italiano, non sono presenti marche di azionalità, ma non sono rare le lingue (come molte lingue creole o africane) in cui verbi appartenenti a categorie azionali differenti sono contrassegnati da marche morfologiche differenti.
Tali marche hanno l'aspetto di morfemi derivazionali e modificano il significato del verbo. Ad esempio, il prefisso za-, in lingua russa, indica l'inizio di un processo. Si ha quindi il verbo pet' ('cantare') e il verbo zapet' ('iniziare a cantare'). Il termine tedesco Aktionsart equivale ad "azionalità" in quanto categoria semantica, ma in slavistica e germanistica esso ha un'accezione più specifica, che rinvia proprio al significato di questi morfemi derivazionali con valore azionale.